# Москва (Лодзинське воєводство)
Москва (пол. Moskwa) — село в Польщі, у гміні Новосольна Лодзький-Східного повіту Лодзинського воєводства.
Населення — 185 осіб (2011).
У 1975-1998 роках село належало до Лодзинського воєводства.

## Демографія
Демографічна структура станом на 31 березня 2011 року:
|          | Загалом | Допрацездатний вік | Працездатний вік | Постпрацездатний вік |
| -------- | ------- | ------------------ | ---------------- | -------------------- |
| Чоловіки | 94      | 28                 | 53               | 13                   |
| Жінки    | 91      | 21                 | 52               | 18                   |
| Разом    | 185     | 49                 | 105              | 31                   |